# 엘디 (래퍼)
엘디(2001년 2월 15일 ~ )는 대한민국의 래퍼다. 2023년 싱글 [TWO ROSE]로 데뷔했다.

## 방송
- TO BE WORLD KLASS (2019) - Top18

## 음반
- TWO ROSE (2023)

## 기타
- IFCHAN <Tired> (2021) - 피처링/작사
- IFCHAN <Pasto> (2022) - 피처링/작사/작곡